# Temnothorax volgensis
Temnothorax volgensis (лат.) — вид мелких муравьёв трибы Formicoxenini из подсемейства Myrmicinae семейства Formicidae. Встречаются в восточной Европе: восточная Украина, южная Россия (Среднее Поволжье), западный Казахстан. Мелкие желтовато-бурые муравьи, брюшко буровато-чёрное (рабочие 2—3 мм, самки около 5 мм). Проподеальные шипики на заднегруди развиты. Стебелёк между грудкой и брюшком состоит из двух члеников: петиолюса и постпетиолюса (последний чётко отделён от брюшка), жало развито, куколки голые (без кокона). Гемиксерофил, обитает в горных лесах, муравейники в растительных остатках. Вид был впервые описан в 1905 году российским мирмекологом Михаилом Дмитриевичем Рузским в качестве подвида под первоначальным названием Leptothorax nassonovi subsp. volgensis Ruzsky, 1902.